# Theridion fernandense
Theridion fernandense är en spindelart som beskrevs av Simon 1907. Theridion fernandense ingår i släktet Theridion och familjen klotspindlar.
Artens utbredningsområde är Bioko. Inga underarter finns listade i Catalogue of Life.